# Kazahstanski prag
Kazahstanski prag ili Sarijarka (kazahski: Сарыарқа u značenju "Žuta krajina") je veliki peneplen (niskoreljefna dolina nastala u mezozoiku, prije oko 250 milijuna godina) koja se proteže kroz središnja i istočna područja Kazahstana. Sastoji se od niskih planina (Karkarali i Ulutau) i uzdignutih dolina koncentriranih oko slanih jezera kao što je Tengiz, te posjeduje velike naslage ugljena na sjeveru i bakra na jugu. Tu se nalazi nakoliko gradova, od kojih je i Astana, prijestolnica Kazahstana. 
Klima je kontinentalna s prosječnom količinom padalina od 100-300 mm godišnje. Zbog toga su rijeke rijetke, a potoci teku većinom ljeti. Na sjeveru ga prekriva suncem spaljena vegetacija stepe, zbog čije boje je dobio ime "žuta krajina", a na jugu se nalazi polupustinja, dok su planinski obronci prekriveni šumom borova. 
Njegovih preko 450.000 ha uključuje i vlažna područja koja su ključne točke zaustavljanja i raskrižje na središnjem preletu morskih ptica selica iz Afrike, Europe i Južne Azije (kao što su sibirski bijeli ždral, dalmatinski pelikan i Pallasov orao ribar) prema njihovim rasplodnim mjestima u zapadnom i istočnom Sibiru. Rijetke vrste ptica ali i druge ugrožene životinje, kao što su Azijski gepard i Sajga, još uvijek žive u stepskom području od oko 200.000 ha. 
Dio Kazahstanskog praga sa stepama i jezerima je upisan na UNESCO-ov popis mjesta svjetske baštine u Aziji i Oceaniji 2008. godine kao jedina prirodna svjetska baština u Kazahstanu. Zaštićena područja su: Park divljine Sarijkopa, Nacionalni rezervat Naurzum (slika desno), Narusum-Karagay i Tersek-Karagay.

## Vanjske poveznice
- Fotografije Sarijarke (engl.)